# Zamek w Karwinie-Raju
Zamek w Karwinie-Raju – zamek w Karwinie Raju, pierwotnie renesansowy, wybudowany w latach 1563–1570 przez księcia Fryderyka Kazimierza.

## Opis
W latach 50. XVIII wieku pod przewodnictwem Nicholasa Taafa z Carlingford został przebudowany na styl barokowy. W 1863 r. w wieżę uderzył piorun, powodując pożar zamku; szkody zostały następnie naprawione. W 1899 r. przyswoiła sobie go rodzina Larisch-Mönnich. Należał do nich do 1945 roku, kiedy został skonfiskowana przez OKD i zamieszkali w nim praktykanci górniczy. W późniejszych latach funkcjonował również jako szkoła – najpierw polska szkoła, później polityczna. Od 1955 r. mieścił się w nim szpital. Spłonął w 1976 roku, a ze względu na brak zainteresowania został zburzony w 1980 roku.

## Założenie zamku jako siedziby książęcej

### Historia
Od późnego średniowiecza było zwyczajem, że zamożny szlachcic posiadał w swoich dobrach kilka siedzib (większa ilość pomieszczeń mieszkalnych jako zabezpieczenie własnej prywatności), które zapewniały mu większe wygody. Wyjątkowa pozycja społeczna księcia cieszyńskiego Fryderyka Kazimierza i jego ścisłe kontakty z wysokimi kręgami feudałów wymagały też więcej reprezentacji, niż jaką mógł po pożarze w 1511 roku zaoferować nowy, lecz skromnie zbudowany zamek renesansowy Frysztat. Dlatego też jeszcze w tym samym 1563 roku po przejęciu dóbr Frysztat podjął się książę Fryderyk Kazimierz budowy nowej reprezentacyjnej siedziby, dla której znalazł miejsce w pobliżu miasta Frysztat na wzniesieniu wsi Raj. Budowa renesansowego zamku Raj była po siedmioletnich staraniach zakończona w 1570 roku i jeszcze tego samego roku Fryderyk Kazimierz mógł się tu wprowadzić.
Budując kosztowną siedzibę, książę Fryderyk Kazimierz znacznie się zadłużył. W 1569 roku został wdowcem, a dwa lata później zmarła jego sześcioletnia córka Katarzyna. Kiedy w 1571 roku został zaproszony do Pragi na osobistą wizytę u cesarza Maksymiliana I, po drodze zachorował i nagle zmarł. Po jego śmierci były zadłużone dobra Frysztat podzielone i jego wydzielona część z zamkiem Raj przypadła na jakiś czas Wacławowi z Cedlic.

### Wnętrze
W ówczesnym okresie, jeżeli chodzi o wewnętrzne urządzenie zamku, było w zwyczaju oddzielenie męskiej i żeńskiej części siedziby. W obu częściach znajdowały się sypialnie z przyległymi komorami, pomieszczeniami przeznaczonymi do przyjmowania gości i prywatne oratoria. Częścią składową męskiej prywatnej części mogły być następnie pokoje dla służby osobistej, gabinet i przedpokoje. Do prywatnych pokoi pana zamku nie wchodziło się więc bezpośrednio, ale przez jeden lub dwa przedpokoje. Do żeńskiej części siedziby należały pokoje szlachcianki i dziewcząt, które stanowiły jej najbliższe otoczenie. Samodzielny pokój miały następnie dzieci szlachciców, którym w okresie dojrzewania przydzielono samodzielne pokoje, osobno dla chłopców i dziewcząt. Jadalnia była przeznaczona do urządzania uczt, pokoje gościnne zaś do nocowania gości.
Częścią każdej posiadłości szlacheckiej były prywatne oratoria lub kaplice zamkowe urządzone według wyznania religijnego szlachcica. Samodzielne pomieszczenia mógł pan zamku przeznaczyć również na własną bibliotekę lub inne pomieszczenia związane z jego kolekcjonerskimi upodobaniami.
Podczas gdy pomieszczenia prywatne i reprezentacyjne były umieszczane na piętrze budynku zamku, które pełniło funkcję mieszkalną, na parterze znajdowały się pomieszczenia zaplecza gospodarskiego. Nie brak tu było kuchni, spiżarni, piekarni, piwnic do przechowywania napojów i inne komory. Zamek nie był tylko miejscem luksusu i reprezentacji szlacheckiej, lecz i miejscem życia licznego dworu. Pewna część służby w zamku jadała i zamieszkiwała.
Do części gospodarczej zamku należały również stajnie z końmi, a w ich pobliżu z reguły znajdowało się pomieszczenie na powozy. Istotną funkcję na zamku z dziesiątkami pokoi miały również miejsca komunikacji, do których należały krużganki, korytarze z arkadami i schody.

### Ogród
Renesansowy ogród musiał spełniać nie tylko funkcję użytkową, lecz i dekoracyjną. Rodzina szlachecka wykorzystywała park lub ogród w miesiącach letnich i w razie sprzyjającej pogody do wypoczynku, gier i stołowania. Różnie wielkie grządki oddzielały chodniki lub pielęgnowane żywopłoty. Oprócz warzyw rosły w ogrodach lub sadach również drzewa owocowe. Narzędzia potrzebne do uprawiania grządek i zbioru płodów były przechowywane w specjalnych pomieszczeniach ogrodowych lub domkach. Ich częścią mogła też być piwnica do przechowywania owoców i warzyw.

## Barokowa przebudowa zamku
Ród hrabiów Taafów z Carlingfordu pochodzący z Irlandii osiedlił się w Czechach, na Morawach i Węgrzech. Po urodzinach swego syna Jana Filipa w 1733 roku hrabia Nicholas dał przebudować zamek renesansowy na styl barokowy. W tej postaci następnie z późniejszymi przebudowami przetrwał zamek barokowy aż do czasu swojego zaniku.
Pierwotny kwadratowy rzut poziomy zamku otrzymał postać podłużnego trójskrzydłowego budynku o rzucie poziomym w kształcie litery „U”. Trzy jednopiętrowe północno-zachodnie, północno-wschodnie i południowo-zachodnie skrzydła obejmowały dziedziniec arkadowy z krużgankami, w środku którego wybudowano fontannę w kształcie koła. W północno-zachodnim skrzydle zamku było wejście do rozległego holu z reprezentacyjnymi szerokimi schodami. W północno-wschodnim skrzydle zamku było dalsze wejście z barokowym zaokrąglonym portalem, nad gzymsem dachowym piętra był następnie umieszczony późnobarokowy szczyt. W osi południowo-zachodniego skrzydła znajdowała się wysoka czteroboczna wieża z dwiema kopułami, z których rozciągał się przepiękny widok na wierzchołki Beskidów cieszyńskich. Na jej parterze znajdowała się kaplica zamkowa z barokowymi dekoracjami. Przy południowym wejściu były umieszczone dwa posągi Herkulesów, które zostały zachowane do dzisiejszych czasów. Aktualnie umieszczone są przed wejściem do zamku w Karwinie-Frysztacie.
W parku zamkowym został także sztucznie wybudowany staw, który do późnorenesansowych i późniejszych barokowych ogrodów i parków należał.

## Zamek po pożarze i jego generalne naprawy
Dobra frysztackie razem z Rajem kupił w 1792 roku właściciel sąsiednich dóbr karwińskich, zamożny arystokrata i wybitny przedsiębiorca górniczy hrabia Jan Larisch-Mönnich. Tak więc po ponad pięćdziesięciu latach zamek Raj zmienił swojego byłego właściciela. Ten, ale był zmuszony oddać tereny baronowi Jerzemu Beessowi z Chrostiny.

### Pożar
W 1863 roku dotknął zamek Raj rozległy pożar. Podczas wielkiej wiosennej burzy uderzył piorun w wysoką wieżę zamku, która zaczęła płonąć. Pożar następnie zaczął się rozprzestrzeniać również na budynek zamku, a od niego zapaliły się dalsze części. Pożar najbardziej uszkodził wieżę zamkową; z powodu złej spójności muru musiało być później usunięte jej górne piętro. Pierwotnie wysoka wieża zamku została więc po naprawach wyraźnie obniżona. Uszkodzona kaplica zamkowa wraz z zakrystią musiała być z parteru wieży usunięta, a jej główny ołtarz został przeniesiony do kościoła parafialnego Podniesienia św. Krzyża we Frysztacie. W wyniku szkód musiała być wykonana również nowa fasada. Podczas jej wykonywania został w jej południowej elewacji odkryty tajny korytarz łączący zamek z piwnicą zamkową. Pomimo tego, iż zamek z budynkami gospodarczymi został po pożarze odnowiony, jego rdzeń łącznie z dachem zostały dochowane z okresu przed jego barokową przebudową.

### Naprawy
W północno-zachodnim skrzydle zamku był przestronny hol z szerokimi uroczystymi schodami. Na jego piętrze znajdowały się reprezentacyjne i wspólne pomieszczenia rodzinne, w pokojach na piętrze południowo-zachodniego skrzydła zamieszkiwała męska część państwa, a pozostałe pokoje na piętrze północno-wschodniego skrzydła zamku były przeznaczone wyłącznie dla dam i dzieci. Parter miał stropy ze sklepieniem, piętro zamku miało stropy płaskie. Wystrój wnętrz pokoi zamkowych miał bogatą dekorację stiukową wysokich stropów i ścian. W niektórych pomieszczeniach były na ścianach zawieszone kolorowe tapety, które przestawały spełniać już nie tylko rolę ochrony przed chłodem, ale większą rolę zaczęła odgrywać ich funkcja plastyczna, dekoracyjna i reprezentacyjna. Pomieszczenia reprezentacyjne ogrzewały piece kaflowe, które można było obsługiwać z korytarzy lub znajdującej się obok komory, by służba nie przeszkadzała towarzystwu.

### Uzdrowisko
Przy poszukiwaniach węgla Jerzy Beess natknął się na strumień słonej wody w pobliskim Darkowie, która okazała się lecznicza. Dlatego zezwolił swojemu osobistemu lekarzowi Dr. med. Antoniemu Fiedlerowi z Frysztatu, by w 1864 roku przy pomocy solanki podjął leczenia pierwszych darkowskich pacjentów. Następnie w 1866 roku udzielił śląski krajowy rząd w Opawie baronowi Jerzemu urzędowe zezwolenie na otwarcie uzdrowiska o nazwie Miejscowość Uzdrowiskowa Raj. Zainteresowanie leczeniem solanką rosło, a w 1867 roku został otwarty pierwszy sezon kuracyjny. Komfortowo wyposażone obiekty kuracyjne służące leczeniu i zakwaterowaniu zaczęły być poszerzane i tak każdego roku w uzdrowisku darkowskim przybywało pomyślnie leczonych pacjentów i gości.
Jednak powolny zwrot inwestycji włożonych do uzdrowisk i wzrastające zadłużenie z powodu prób znalezienia węgla zmusiły barona Jerzego pod koniec XIX wieku uzdrowisko oraz dobra Raj wraz z zamkiem sprzedać.

## Zamek w czasie ostatnich właścicieli Larisch-Mönnich

### hrabia Henryk Larisch-Mönnich
W 1899 kupił zamek odnoszący sukcesy i wielki przemysłowiec, hrabia Henryk Larisch-Mönnich. Całe życie rodzinne, towarzyskie i polityczne skoncentrował w tym czasie Henryk w większości na swoich siedzibach we Frysztacie i Solcy. Zamek Raj jednak nie pozostawał na marginesie jego zainteresowania i starań o podnoszenie go na wyższy poziom. Hrabia Henryk wtedy posiadał oprócz dóbr Raj z gminami Darków i Łąki również dobra Karwina i Solca, Stonawa, Cierlicko, Frysztat, Bogumin itd. Oprócz rozległych majątków w austriackim Śląsku posiadał również wielki majątek ziemski Jewiszowice na Morawach i dalsze majątki w Pruskim Śląsku. Zamek w Raju wszyscy potomkowie Henryka lubili i spędzili tu wiele pięknych chwil dzieciństwa i dojrzałości.

### Dr. praw Jan Larisch- Mönnich II
Po śmierci Henryka Larisch-Mönnicha w 1918 roku przejął mienie rodowe najstarszy syn Dr. praw Jan Larisch- Mönnich II, zwany też Hans.
Po powstaniu Republiki Czechosłowackiej w 1918 roku doszło na podstawie nowo uchwalonych ustaw prezydenta republiki do zmiany dotychczasowych społeczno-politycznych i majątkowych stosunków rodu Larisch-Mönnich. Ich starodawne tytuły szlacheckie zostały zniesione, a po przeprowadzonej reformie rolnej zmniejszył się rozmiar rodowego majątku. Zamek, ale pozostał w jego posiadłości. W zamku spędził pierwsze lata małżeństwa i miał to tego miejsca szczególnie gorący stosunek. Pomimo iż zamek kolkakrotnie był przebudowywany w nowoczesną siedzibę, w gruncie rzeczy zachował swoją pierwotną barokową formę.

## Powojenne ustosunkowania w historii zamku i jego zanik
Po wyzwoleniu w 1945 roku był wszelki majątek Larisch-Mönnichów skonfiskowany i tym samym zamek Raj wraz z przyległym parkiem przeszedł na własność państwa czechosłowackiego. Zaraz w listopadzie 1945 roku był na podstawie decyzji ówczesnej Powiatowej Rady Narodowej we Frysztacie mianowany zarządcą narodowym skonfiskowanego zamku Dr. med. Alois Zurek. Po nim zarząd przejął w 1946 roku Eduard Somerlik. W ciągu 1946 roku zamek przeszedł na własność Ostrawsko-Karwińskich Kopalń (OKD) i zaadaptowano go na internat uczniów górniczych.

### Szkoły
Od września 1948 roku mieściła się tu również polska szkoła powszechna. Od września 1949 do lipca 1951 roku korzystała ze zamku również Powiatowa Szkoła Polityczna w Karwinie.

### Szpital
W lipcu 1951 roku cel użytkowania zamku Raj został zmieniony. W tym okresie przeprowadził się tu Szpital Garnizonowy z Karwiny-Dołów, jesienią 1955 roku zaś karwiński szpital położniczy z 85 łóżkami. Kiedy jesienią 1958 roku zakończono nową budowę Szpitala z Polikliniką w Karwinie-Raju, szpital położniczy zamek opuścił. Z zamku zaś jeszcze przez dziesięć lat korzystał wydział męskich chorób wewnętrznych, zanim w 1968 roku znalazł również swoje miejsce w nowym karwińskim szpitalu.

### Upadek zamku
Dawniejsze niedelikatne i niefachowe ingerencje w obiekt zamku Raj spowodowały w jego stanie fizycznym szkody nie do naprawienia. Arkadowy dziedziniec był cały wybetonowany bez potrzebnego uzasadnienia. Tym samym woda deszczowa stopniowo zaczęła przenikać do fundamentów. Wilgotne mury zaczęły się stopniowo rozpadać, konstrukcje nośne murów obwodowych były naruszone. W awaryjnym stanie było też pokrycie dachu i do budynku zamku zaczęło przeciekać. Jeszcze na początku 1968 roku zawaliły się mury obwodowe i konstrukcje stropowe w północno-wschodniej części zamku w zakresie trzech filarów w szerokości korytarza. Bezpośrednią przyczyną zawalenia się krużganku był uskok filarów w następstwie ich rozmoczenia. Na obiekcie bowiem od czasu jego konfiskacji nie przeprowadzano żadnych rekonstrukcji ani napraw o takim zakresie, by zapewniły długotrwałą żywotność konstrukcji nośnych. Zupełną zagładę opuszczonego i niestrzeżonego obiektu zamkowego dokończył rozległy pożar w 1976 roku. O jego odnowienie i wykorzystanie dla kultury nie było wtedy zainteresowania. Na podstawie urzędowej decyzji o usunięciu budynku latem 1980 roku zamek Raj po ponad czterech stuleciach przestał istnieć.